# 山口百恵 22 Original Albums Collection
『山口百恵 22 Original Albums Collection』（やまぐちももえ トゥウェンティー・トゥー・オリジナル・アルバムズ・コレクション）は、山口百恵の22枚組CD-BOX。2005年11月1日発売。発売元はソニー・ミュージックダイレクト。Sony Music Shop独占販売。

## 解説
- 2004年5月から7月にかけて、百恵の全オリジナルアルバム22枚がハイブリッド版CDとして発売された。その初回盤紙ジャケ仕様の復刻版をボックスにして、通信販売限定で発売された。店頭販売はされておらず、Sony Music Shopのサイトからの購入のみ。
- それぞれのアルバムに、発売当時のシングルA面・B面のオリジナルカラオケを収録した8cm CD（紙ジャケ仕様）がおまけとして付いている。

## 収納作品
1. 『としごろ』+「としごろ／叱らないでね」
2. 『青い果実／禁じられた遊び』+「禁じられた遊び／パパは恋人」
3. 『15歳のテーマ 百恵の季節』+「春風のいたずら／雨に濡れた少女」
4. 『15歳のテーマ ひと夏の経験』+「ひと夏の経験／太陽の友達」
5. 『15才』+「ちっぽけな感傷／清潔な恋」
6. 『16才のテーマ』+「湖の決心／春の奇蹟」
7. 『ささやかな欲望』+「ささやかな欲望／ありがとう あなた」
8. 『17才のテーマ』+「白い約束／山鳩」
9. 『横須賀ストーリー』+「横須賀ストーリー／GAME IS OVER」
10. 『パールカラーにゆれて』+「パールカラーにゆれて／雨に願いを」
11. 『百恵白書』+「夢先案内人／春に吹かれて」
12. 『GOLDEN FLIGHT』+「イミテイション・ゴールド／花筆文字」
13. 『花ざかり』+「秋桜／最後の頁」
14. 『COSMOS (宇宙)』+「乙女座 宮／視線上のアリア」
15. 『ドラマチック』+「プレイバックPart2／賭け」
16. 『曼珠沙華』+「いい日旅立ち／スキャンダル（愛の日々）」
17. 『A Face in a Vision』+「美・サイレント／曼珠沙華」
18. 『L.A. Blue』+「愛の嵐／シニカル」
19. 『春告鳥』+「しなやかに歌って／娘たち」
20. 『メビウス・ゲーム』+「ロックンロール・ウィドウ／アポカリプス・ラブ」
21. 『不死鳥伝説』+「さよならの向う側／死と詩 -death and poem-」
22. 『This is my trial』+「一恵／想い出のストロベリーフィールズ」